# McArthur Lake, Northwest Territories
McArthur Lake är en sjö i Kanada.   Den ligger i territoriet Northwest Territories, i den centrala delen av landet, 2 700 km nordväst om huvudstaden Ottawa. McArthur Lake ligger 380 meter över havet. Arean är 71 kvadratkilometer. Den sträcker sig 16,5 kilometer i nord-sydlig riktning, och 38,1 kilometer i öst-västlig riktning.
Trakten runt McArthur Lake är nära nog obefolkad, med mindre än två invånare per kvadratkilometer.